# Caprice Bourret
Caprice Bourret (Hacienda Heights, California, 24 de octubre de 1971) es una modelo, actriz y empresaria estadounidense. Vive en Londres, sede de su propia marca, By Caprice.

## Carrera
Desempeñó una exitosa carrera como modelo, apareciendo en más de veinte portadas de revistas como Vogue, Maxim y FHM, Caprice apareció en las películas Hollywood Flies, Nailing Vienna, y Jinxed In Love, producidas por HBO. También apareció en las series de televisión británicas Hollyoaks y Dream Team y en la comedia Hospital. En 1998 fue la conductora de otro programa británico, Caprice's Travels. En 2000 fue objeto del documental Being Caprice, en el que una cámara escondida grabó su vida durante diez días. Ese mismo año estuvo en la alfombra roja de los American Music Awards
Después de desempeñar trabajos como presentadora en algunos programas de premios musicales como los Monaco World Music Awards y los European MTV Awards, Caprice se planteó desarrollar su carrera musical.y lanzó un sencillo como debut, "Oh Yeah", en 1999. Le siguieron "There Goes Your Heart" y "Once Around the Sun". Después de que algunos de sus singles salieron al mercado, y le fue bastante bien, comenzó a trabajar en 2001 en un álbum debut de larga duración. Como curiosidad grabó con el artista español Raphael una versión del clásico "Lessons in Love" de Level 42 incluida en un álbum del artista.
En el 2000, Bourret firmó un contrato con la multinacional Debenhams para que le fuera brindado un espacio para su marca de lencería. Tras el éxito obtenido, seis años después fundó By Caprice Products, vendiendo a nivel internacional sus productos a grandes tiendas. Caprice diseña y modela ropa interior, trajes de baño y pijamas.